# Agropoli

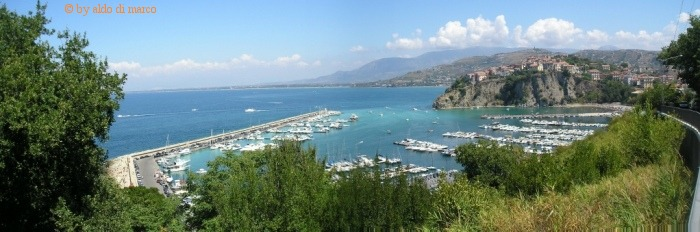

Agropoli – miejscowość i gmina we Włoszech, w regionie Kampania, w prowincji Salerno.
Według danych na rok 2004 gminę zamieszkiwało 19 830 osób, 619,7 os./km².